# Mirko Turić
Mirko Turić, bosansko-hercegovski general, * 12. november 1921, † januar 2008.

## Življenjepis
Leta 1941 je vstopil v NOVJ in KPJ; med vojno je bil politični komisar več enot.
Po vojni je bil politični komisar divizije, politični komisar Pehotnega vojaškega učilišča, glavni in odgovorni urednik Narodne armije,...